# André Bosman
André Bosman (Maarn, 20 januari 1965) is een Nederlands voormalig politicus. Namens de Volkspartij voor Vrijheid en Democratie (VVD) was hij van 2010 tot 2021 Tweede Kamerlid.

## Biografie
Bosman doorliep achtereenvolgens de mavo, havo en het vwo (staatsexamen, 1986) alvorens als vlieginstructeur aan de slag te gaan. In 1997 werd hij toegelaten tot de officiersopleiding en hij studeerde enige tijd politicologie aan de Universiteit Leiden.
Hij was vlieginstructeur bij de Koninklijke Luchtmacht (waar hij diverse types vliegtuigen heeft gedoceerd) en was eerder vluchtcommandant en squadronvlieger. Hij werkte onder meer als liaison officier op het hoofdkwartier van ISAF in Kaboel.
Bosman was voor de VVD bestuurlijk actief in Zeeland. 
Hij was van 17 juni 2010 tot 31 maart 2021 lid van de Tweede Kamerfractie van de VVD. Hij was woordvoerder Visserij, Waterveiligheid en kwaliteit en woordvoerder Antilliaanse Zaken. Na het vertrek van René Leegte uit de Tweede Kamer was hij ook woordvoerder Energie. Op 30 maart 2021 nam hij afscheid van de Tweede Kamer. Bosman werd bij zijn afscheid benoemd tot Ridder in de Orde van Oranje Nassau.
Sedert juli 2021 is Bosman 'director Corporate Communication and Government Relations' bij de energieproducent Uniper Benelux N.V..
Bosman stelde zich kandidaat voor het VVD-lijsttrekkerschap, nadat premier Mark Rutte aankondigde zich niet herverkiesbaar te stellen. Hij trok zich terug nadat Dilan Yeşilgöz werd voorgedragen door het bestuur als voorkeurs-kandidaat.